# Colanthelia
Colanthelia és un gènere de bambús de la família de les poàcies, ordre de les poals, subclasse commelínides, classe liliòpsides, divisió magniliofitins.

## Taxonomia
- Colanthelia burchellii (Munro) McClure
- Colanthelia cingulata (McClure i L.B. Sm.) McClure
- Colanthelia distans (Trin.) McClure
- Colanthelia intermedia (McClure i L.B. Sm.) McClure
- Colanthelia lanciflora (McClure i L.B. Sm.) McClure
- Colanthelia macrostachya (Nees) McClure
- Colanthelia rhizantha (Hack.) McClure